# Dongfang (köpinghuvudort i Kina, Zhejiang Sheng, lat 28,75, long 120,17)
Dongfang (kinesiska: 东方, 东方镇) är en köpinghuvudort i Kina. Den ligger i provinsen Zhejiang, i den östra delen av landet, omkring 170 kilometer söder om provinshuvudstaden Hangzhou. Antalet invånare är 17 577. Befolkningen består av 8 469 kvinnor och 9 108 män. Barn under 15 år utgör 16,0 %, vuxna 15-64 år 68 %, och äldre över 65 år 15,0 %.
Runt Dongfang är det ganska tätbefolkat, med 230 invånare per kvadratkilometer. Närmaste större samhälle är Guli, 19,1 km nordväst om Dongfang. I omgivningarna runt Dongfang växer i huvudsak blandskog.
Genomsnittlig årsnederbörd är 2 368 millimeter. Den regnigaste månaden är juni, med i genomsnitt 417 mm nederbörd, och den torraste är januari, med 69 mm nederbörd.